# هنریویل (ایندیانا)
هنریویل (به انگلیسی: Henryville) یک منطقهٔ مسکونی در ایالات متحده آمریکا است که در شهرستان کلارک، ایندیانا واقع شده‌است. هنریویل ۷٫۵ کیلومتر مربع مساحت و ۱٬۹۰۵ نفر جمعیت دارد و ۱۵۸ متر بالاتر از سطح دریا واقع شده‌است.